# Bhairnaikanhalli, Yelbarga
Bhairnaikanhalli là một làng thuộc tehsil Yelbarga, huyện Koppal, bang Karnataka, Ấn Độ.